# Баратта, Пьетро
Пьетро Баратта (итал. Pietro Baratta, ок. 1668, Каррара — 1729, там же) — итальянский скульптор, автор садово-парковых скульптур, культовых статуй и рельефов в стиле барокко.

## Биография
Пьетро, сын Исидоро Баратта, родился в Карраре, в Тоскане, по новым данным около 1668 года. У него было два брата: Джованни (1670—1747) и Франческо Баратта Младший, оба скульпторы. Его дядя Франческо Баратта Старший (ок. 1590—1666) также был известным скульптором, сотрудником Джан Лоренцо Бернини.
Пьетро Баратта работал в Удине и Венеции, на строительстве вилл в Венето (материковых владениях Венеции) в качестве скульптора и ландшафтного архитектора. В 1708 году он создал мавзолей Брандолин в приходе (parrocchia) Чизон-Ди-Вальмарино (Тревизо) с большими фигурами и рельефами. К тому же периоду относится оформление фасада с барельефом, изображающим Святого Себастьяна, церкви Сан-Себастьяно в Венеции.
В 1710 году Баратта вместе с группой венецианских архитекторов и скульпторов, проехавших через Флоренцию и Пизу, отправился в Рим. Он работал вместе с Джузеппе Торретти и Франческо Пенсо (Кабьянка) над статуями для трансепта и главного алтаря собора в Удине. У Пьетро была собственная мастерская, в которой проходили стажировку многие скульпторы, в том числе Франческо Робба. Для дворцовых садов Цвингера в Дрездене Баратта создал статуи Великолепия, Великодушия, Ценности и Славы.
Около 1727 года Пьетро Баратта покинул Венецию, чтобы вернуться в Каррару, где он создал скульптурный алтарь для собора Сарцаны со статуями святых Августина, Екатерины Генуэзской и Иоанна Непомука. Статуи, созданные Баратта, критиковали за незавершённость и некоторую грубость, тем не менее, он является одним из самых популярных скульпторов первой четверти XVIII века в Венеции. В своей мастерской он обучал молодых русских скульпторов, прибывших в Италию по распоряжению царя Петра I.
Пьетро Баратта скончался в Карраре 2 февраля 1727 года (по иным данным в 1733 году).

## Пьетро Баратта — «Скульптор Московии»
С 1716 года по распоряжению российского царя Петра I приобретением скульптур в Италии для Санкт-Петербурга занимались С. Л. Рагузинский и Ю. И. Кологривов. Помимо знаменитой «Венеры Таврической» С. Л. Рагузинский вывез из Италии более двадцати скульптур, некоторые (девять статуй и два бюста) он заказал П. Баратта и его помощникам. Возможно, на такое решение повлияло впечатление царя Петра, который до этого осматривал скульптуры Баратта в Дрездене. Первая статуя, изображающая «Милосердие», датируется 1714 годом, а последняя, группа
«Мир и победа (Мир и изобилие)», — 1722 годом.
Томмазо Теманца назвал Пьетро Баратту «скульптором Московии».
Многие из скульптур, созданных в мастерской П. Баратта, сохранились. Всего в Летнем саду находились 11 мраморных скульптур работы Баратта: статуи «Милосердие», «Правосудие», «Слава», «Аллегория Архитектуры», бюсты «Вакх», «Камилла», «Юноша», «Женщина в диадеме», «Александр Македонский», «Аполлон» (1717), «Молодая женщина (Римлянка)».
Особенно примечательна группа из двух женских фигур, именуемая в старых описях «Мир и Изобилие». Одна фигура с факелом, обращённым вниз, к лежащим у ног воинским трофеям, и рогом изобилия символизирует окончание войны, другая — с ветвью лавра (Победа) и орлом (из герба России) попирает ногой льва (герб Швеции). В России группа получила название «Мир и победа», или «Аллегория Ништадского мира» (1722), означавшего победу России над Швецией в Северной войне в 1721 году. Поверженный лев лапой придерживает картуш с надписью на латыни, сочинённой С. Л. Рагузинским: «Magnus est qui dat et qui accipit sed maximus qui ambe haec date potest» (Велик и тот, кто даёт, и тот, кто принимает. Но самый великий тот, кто и то и другое свершить может). Речь идёт о России, предложившей Швеции условия мира, и о Швеции, принявшей эти условия, но произошло это событие «не без смотрения Божия». Это произведение, замечательное по пластике, было установлено, вероятно, с самого начала в Летнем саду, в 1726 году, с северной стороны Летнего дворца Петра I.
За годы существования в столице России мрамор под воздействием морского климата стал разрушаться. Неоднократные попытки закрывать статуи вначале деревянными «шкафами» на зимнее время, а затем и другие способы защиты и консервации не давали желаемого результата. В 2009—2011 гг. статуи были отреставрированы и перемещены в помещения Михайловского замка в Санкт-Петербурге на постоянное хранение (в 1991 году Михайловский замок вошёл в состав Государственного Русского музея). С 2012 года в Летнем саду находятся копии, выполненные из искусственного мрамора.

## Галерея
В галерее представлены все двадцать пять (25) работ Пьетро Баратты, находящиеся в Санкт-Петербурге: в Летнем саду (15), ГМЗ «Павловск» (2), ГМЗ «Петергоф» (4), ГМЗ «Царское Село» (4).
Скульптурная группа

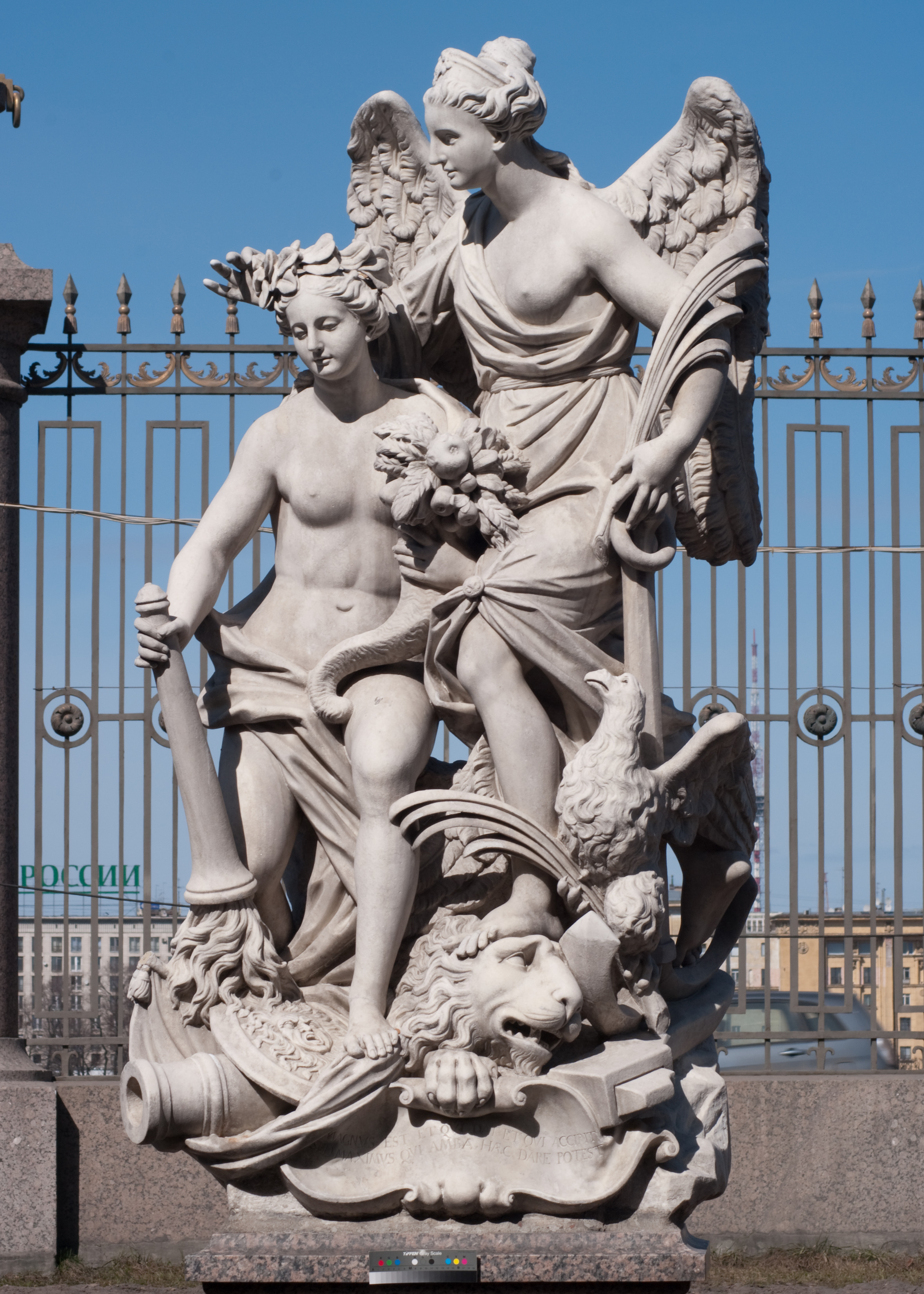
Мир и Победа. Летний сад. Санкт-Петербург

Статуи

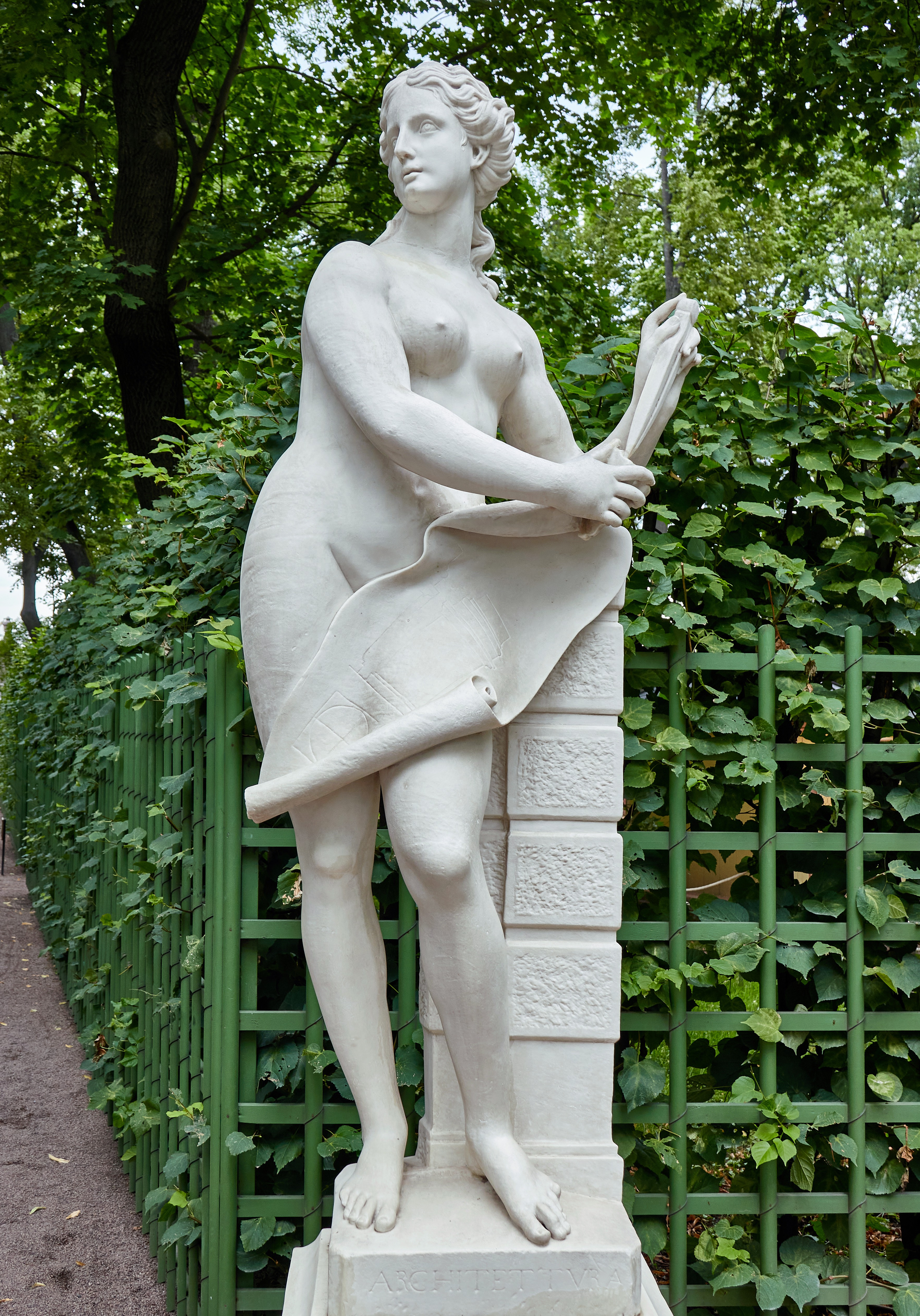
Аллегория архитектуры. Летний сад. Санкт-Петербург
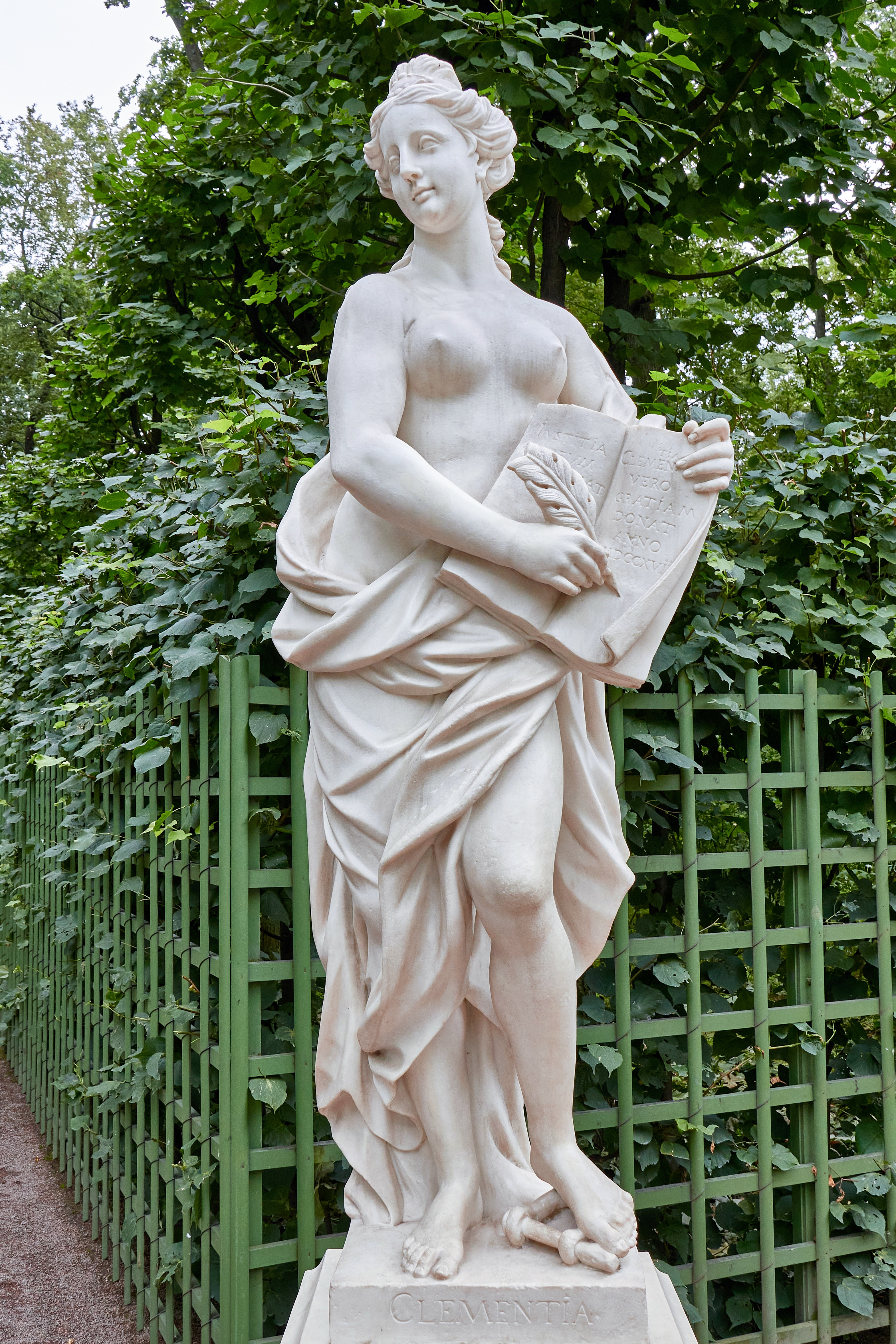
Аллегория милосердия. Летний сад. Санкт-Петербург
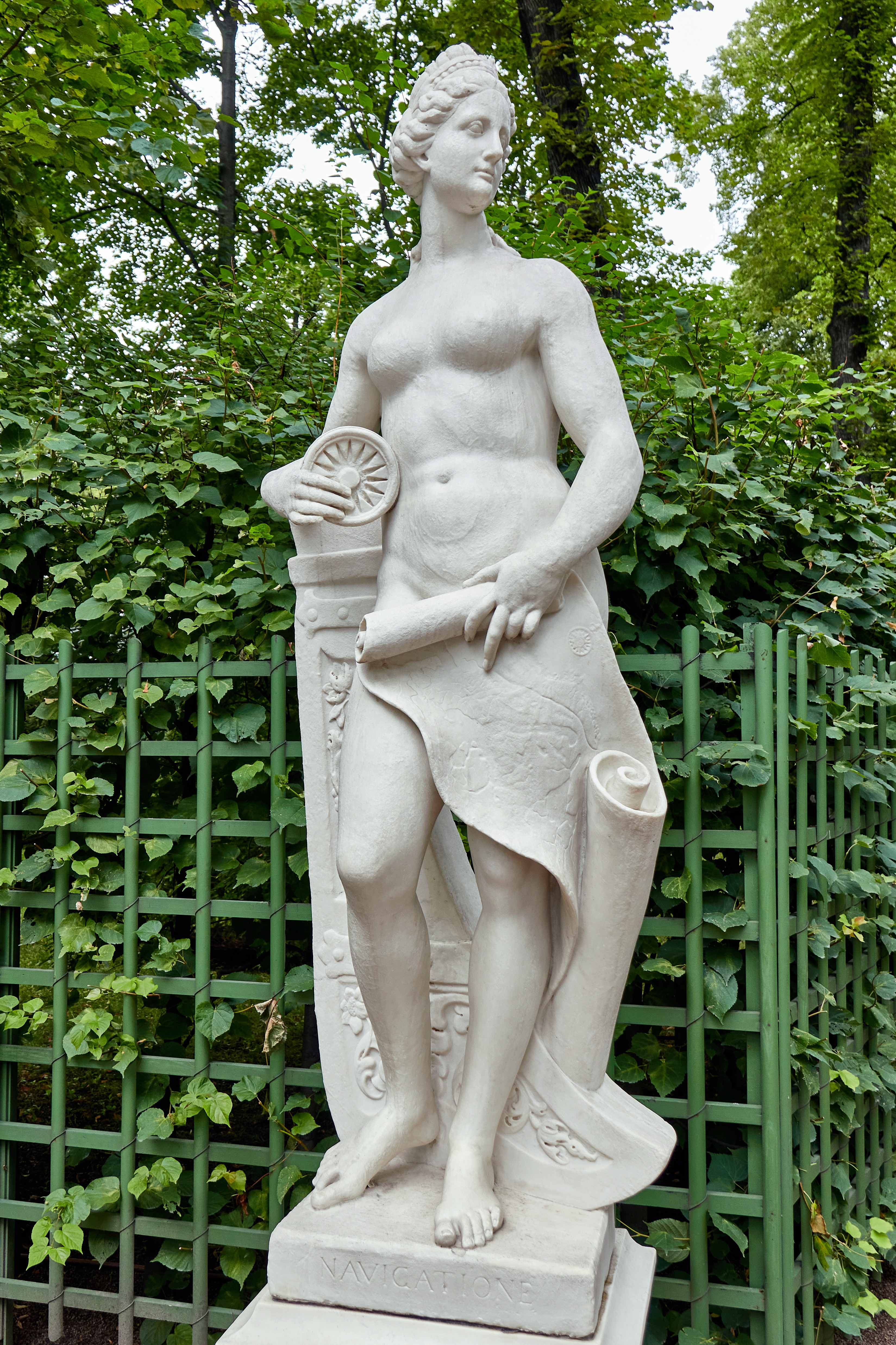
Аллегория мореплавания. Летний сад. Санкт-Петербург
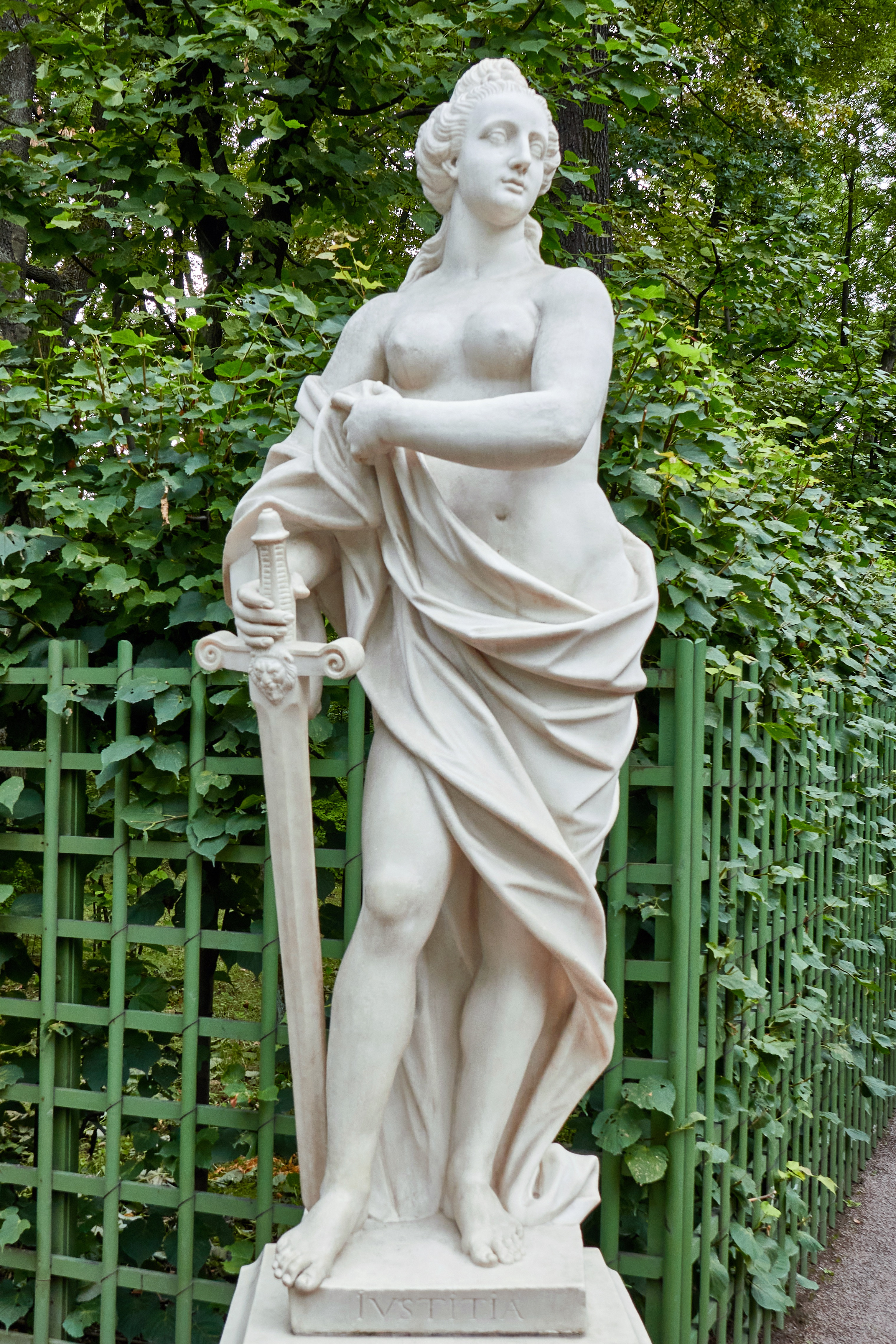
Аллегория правосудия. Летний сад. Санкт-Петербург
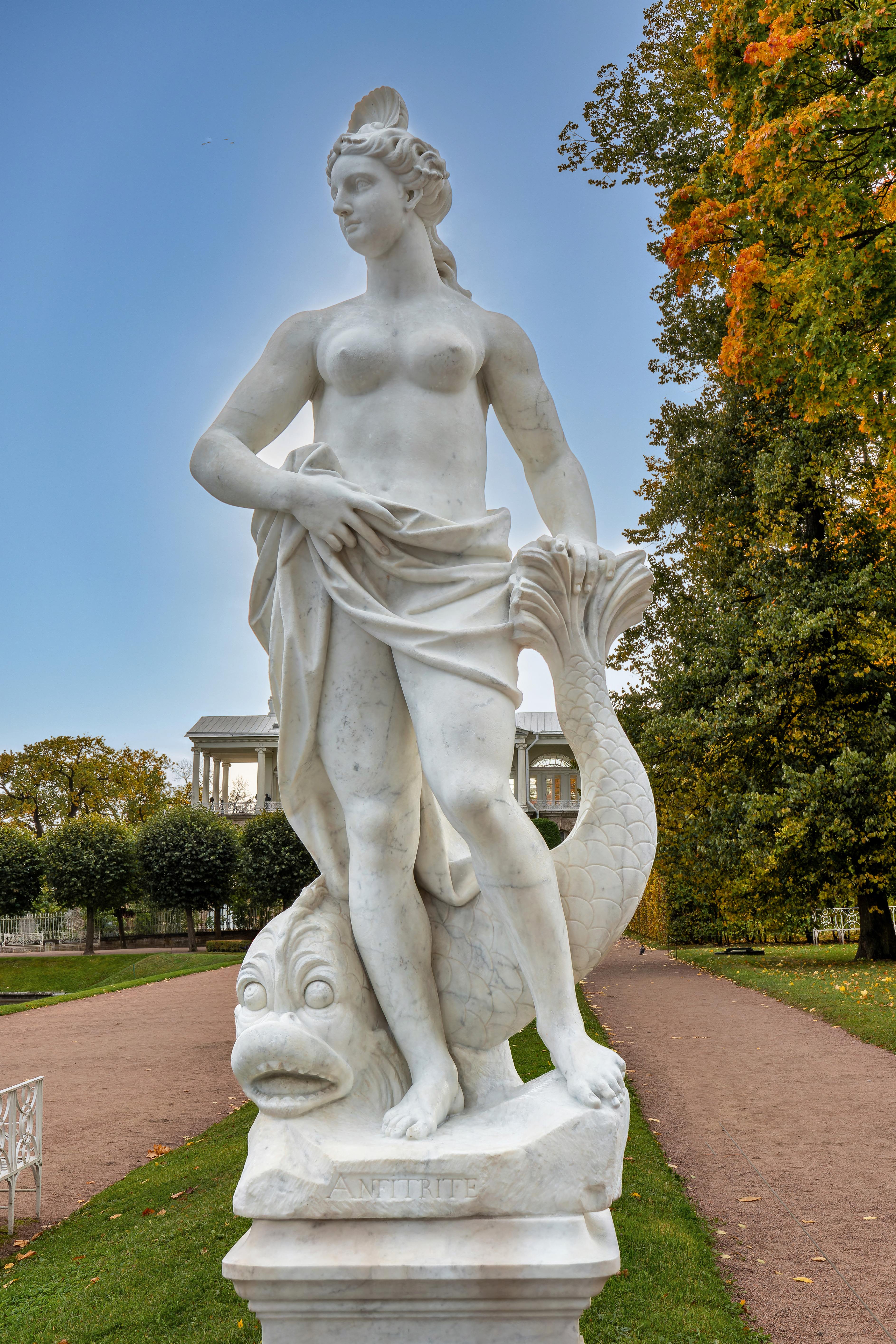
Амфитрита. Екатерининский парк. Царское Село
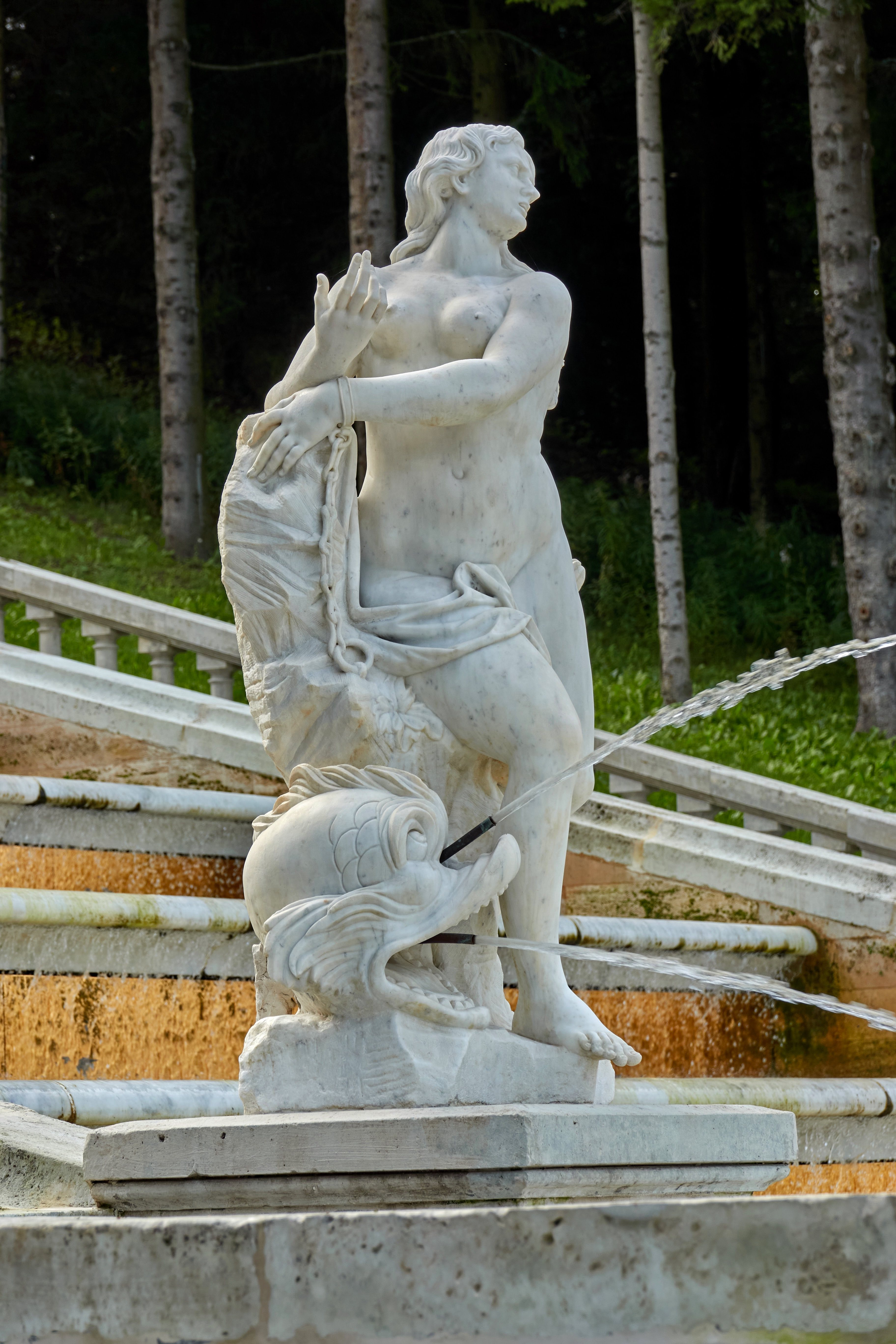
Андромеда. Марлинский каскад. Петергоф
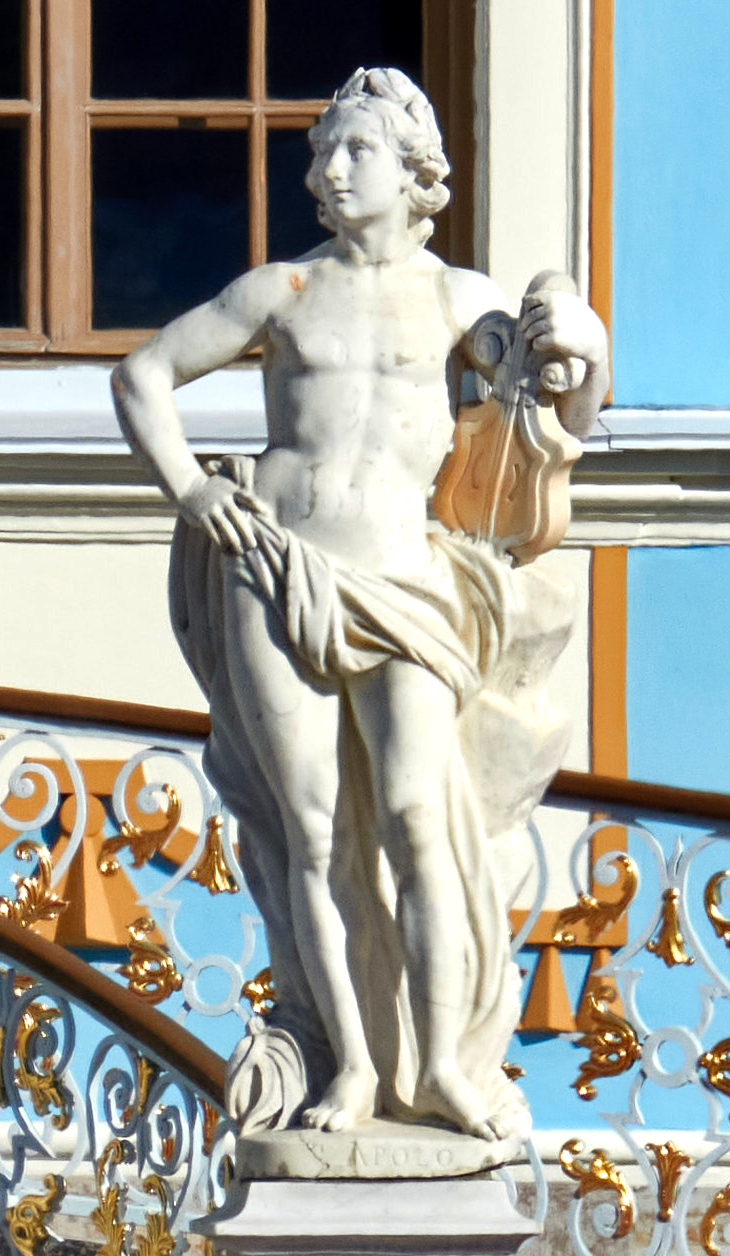
Аполлон. Екатерининский парк. Царское Село
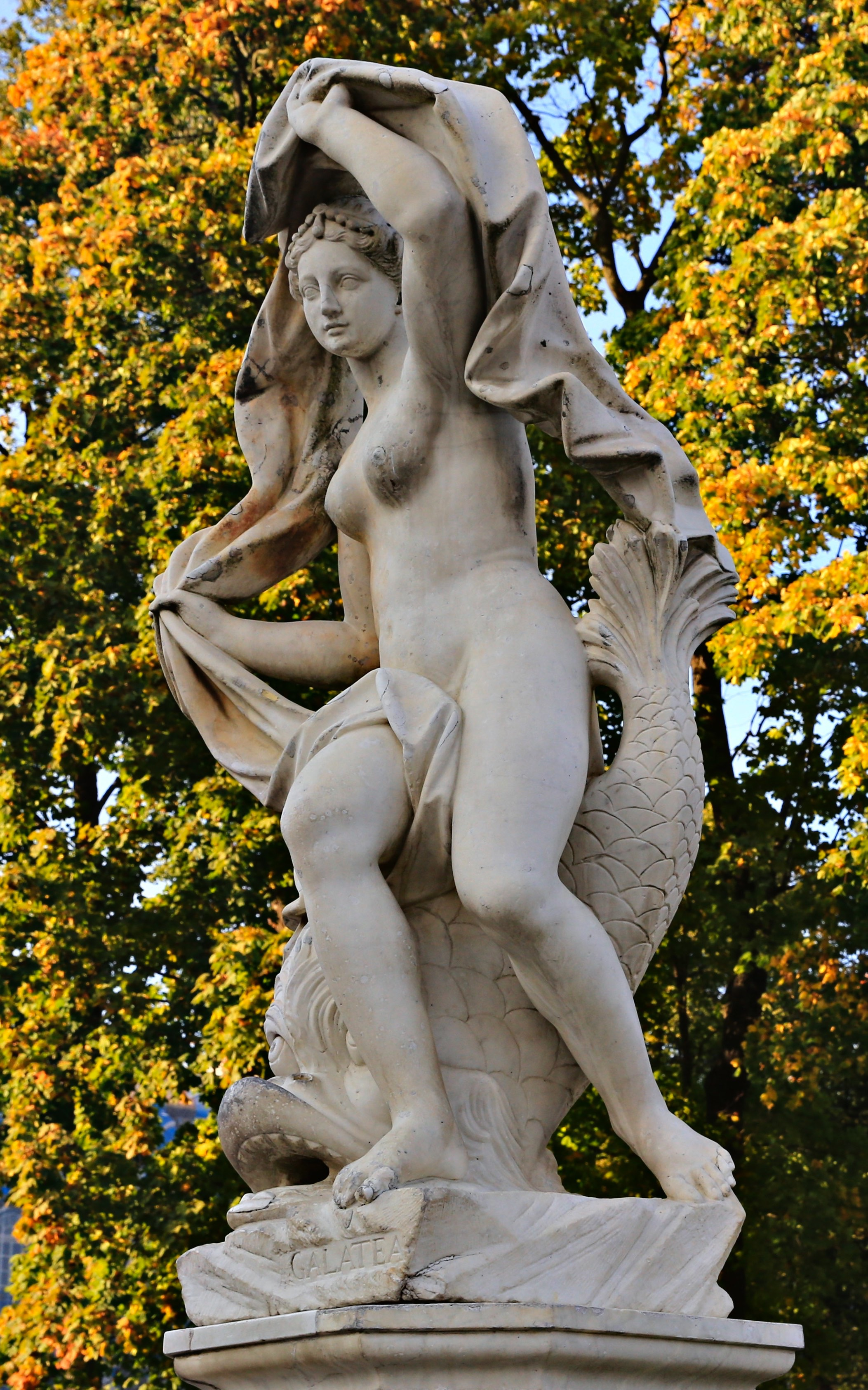
Галатея. Екатерининский парк. Царское Село
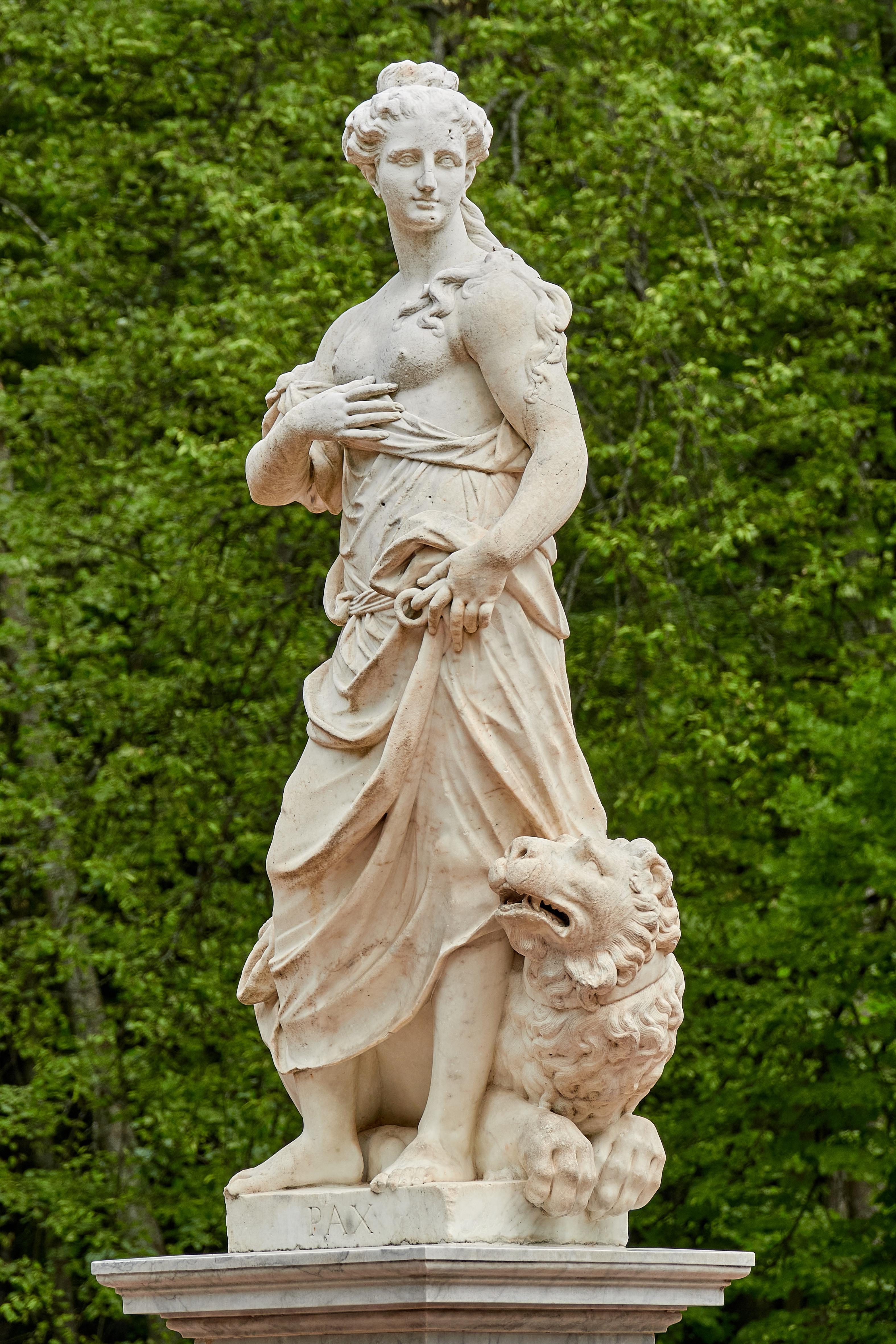
Мир. Павловский парк. Павловск
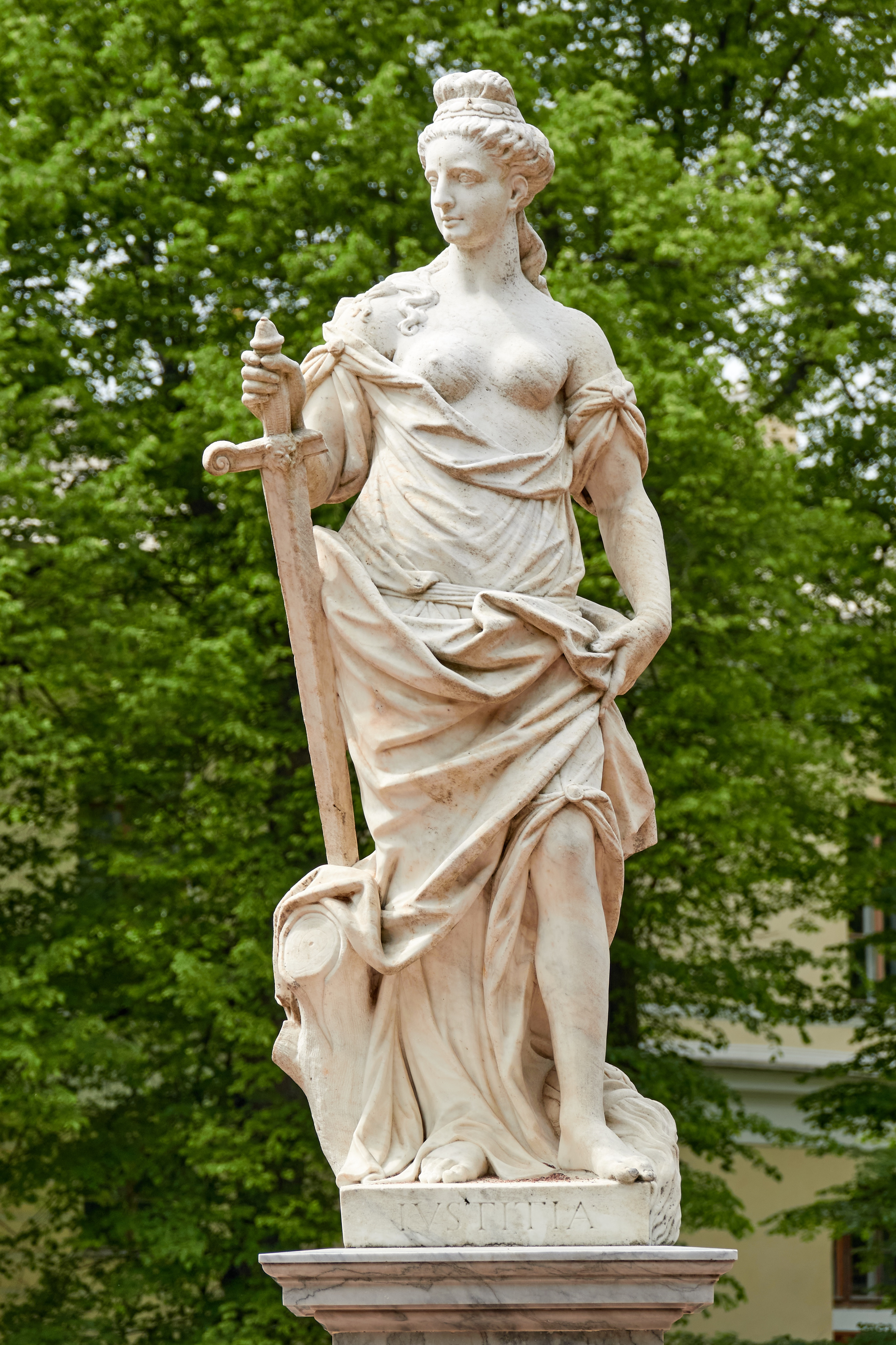
Правосудие. Павловский парк. Павловск
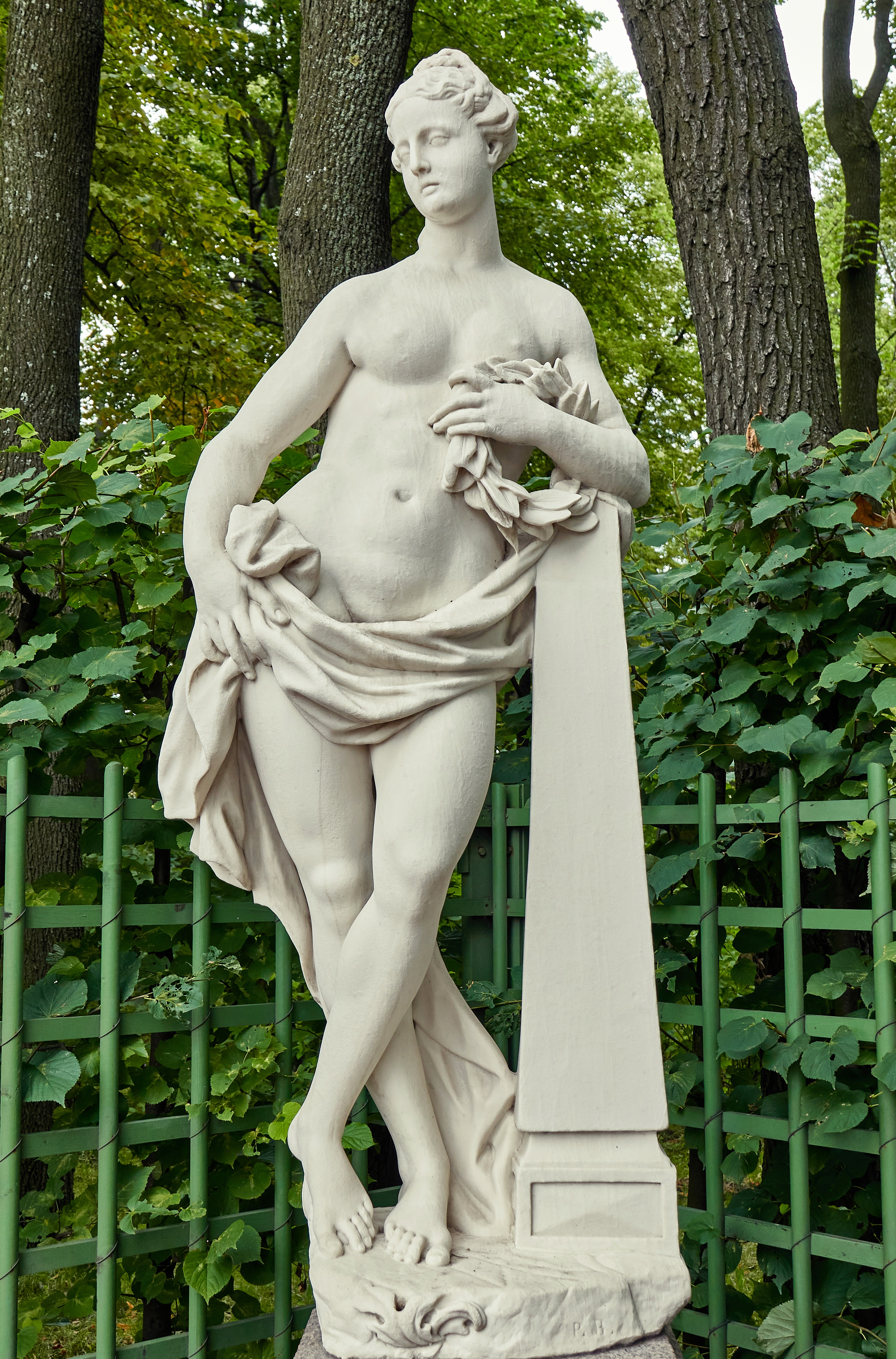
Слава. Летний сад. Санкт-Петербург
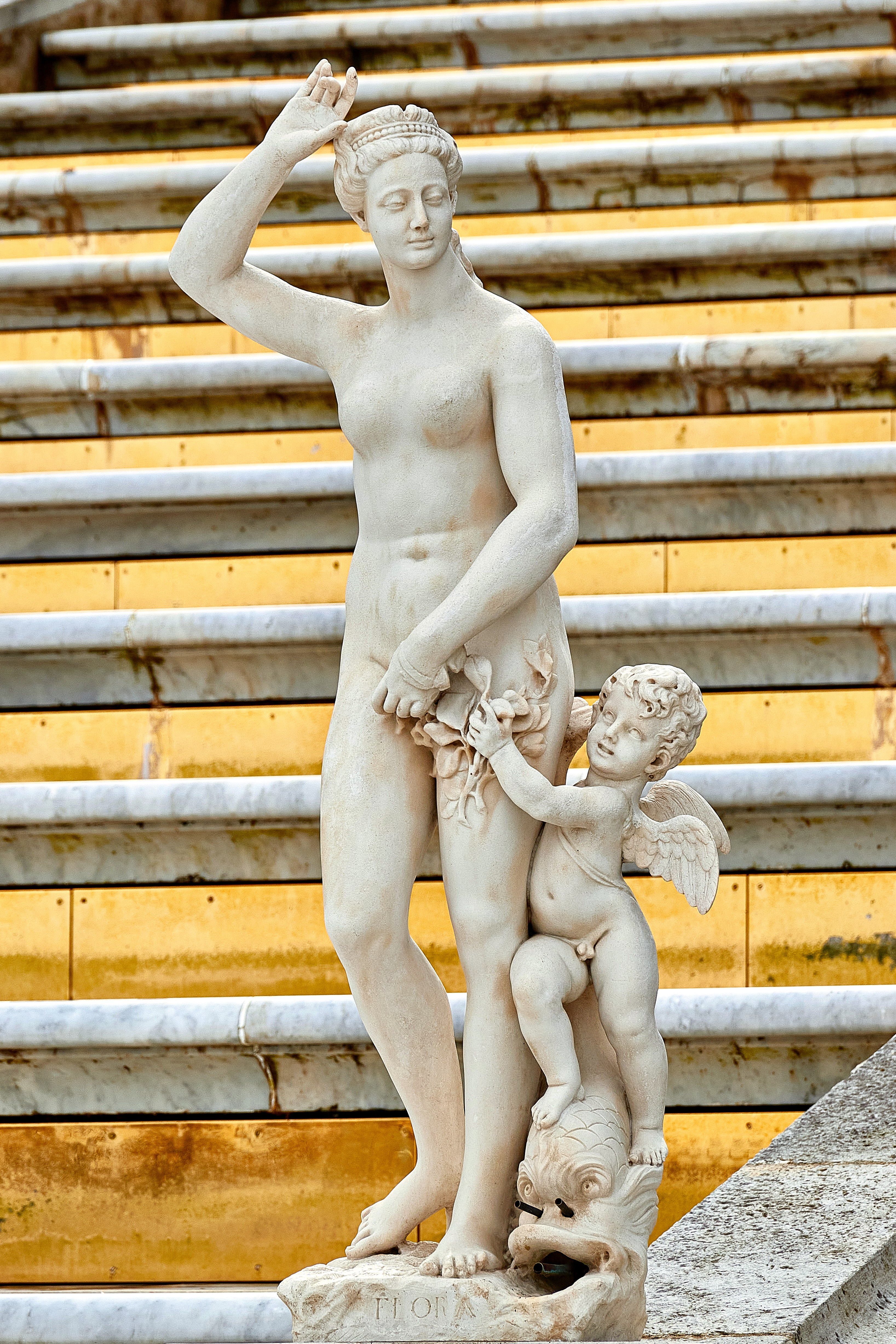
Флора. Марлинский каскад. Петергоф

Бюсты

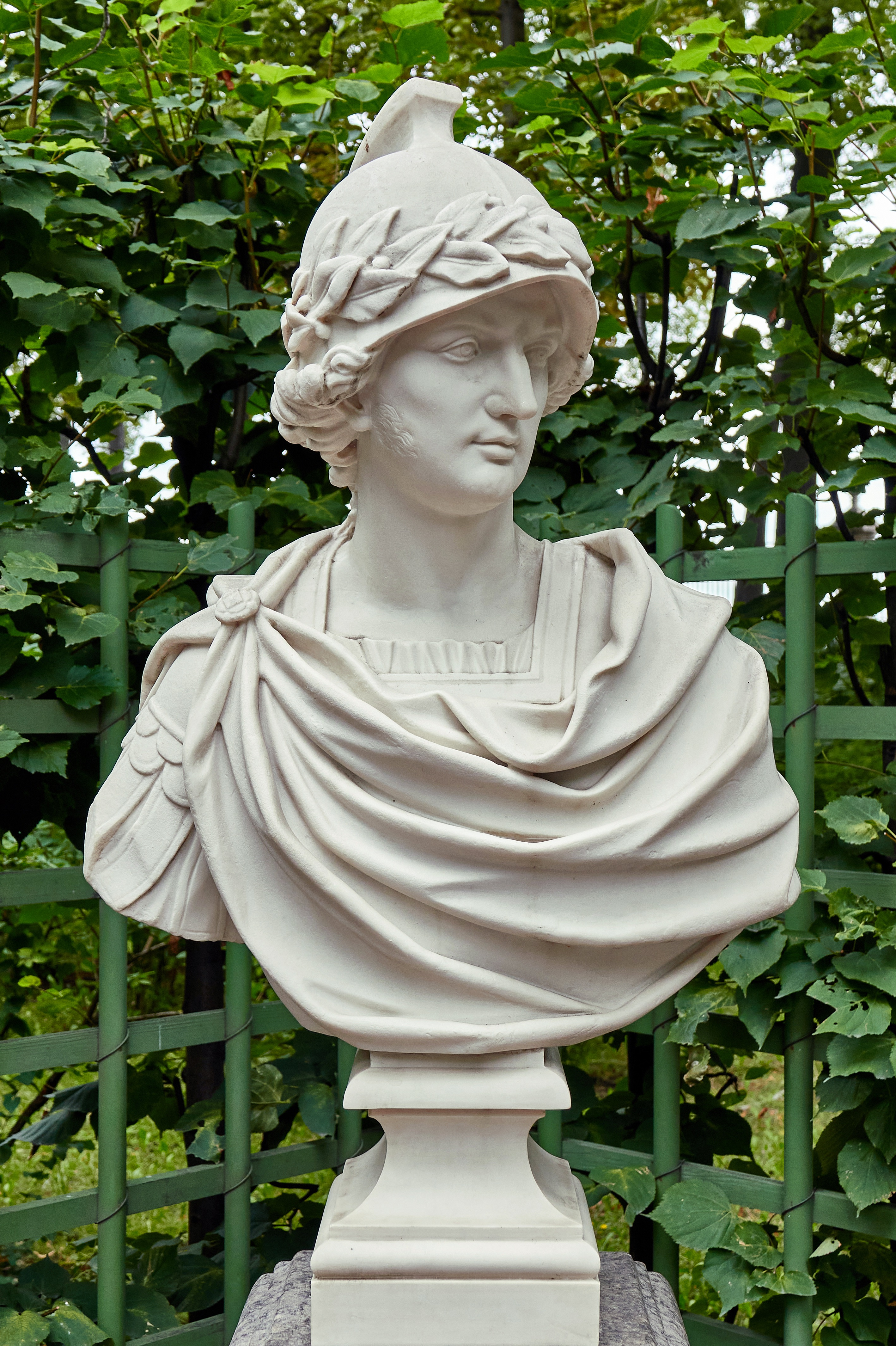
Александр Македонский. Летний сад. Санкт-Петербург
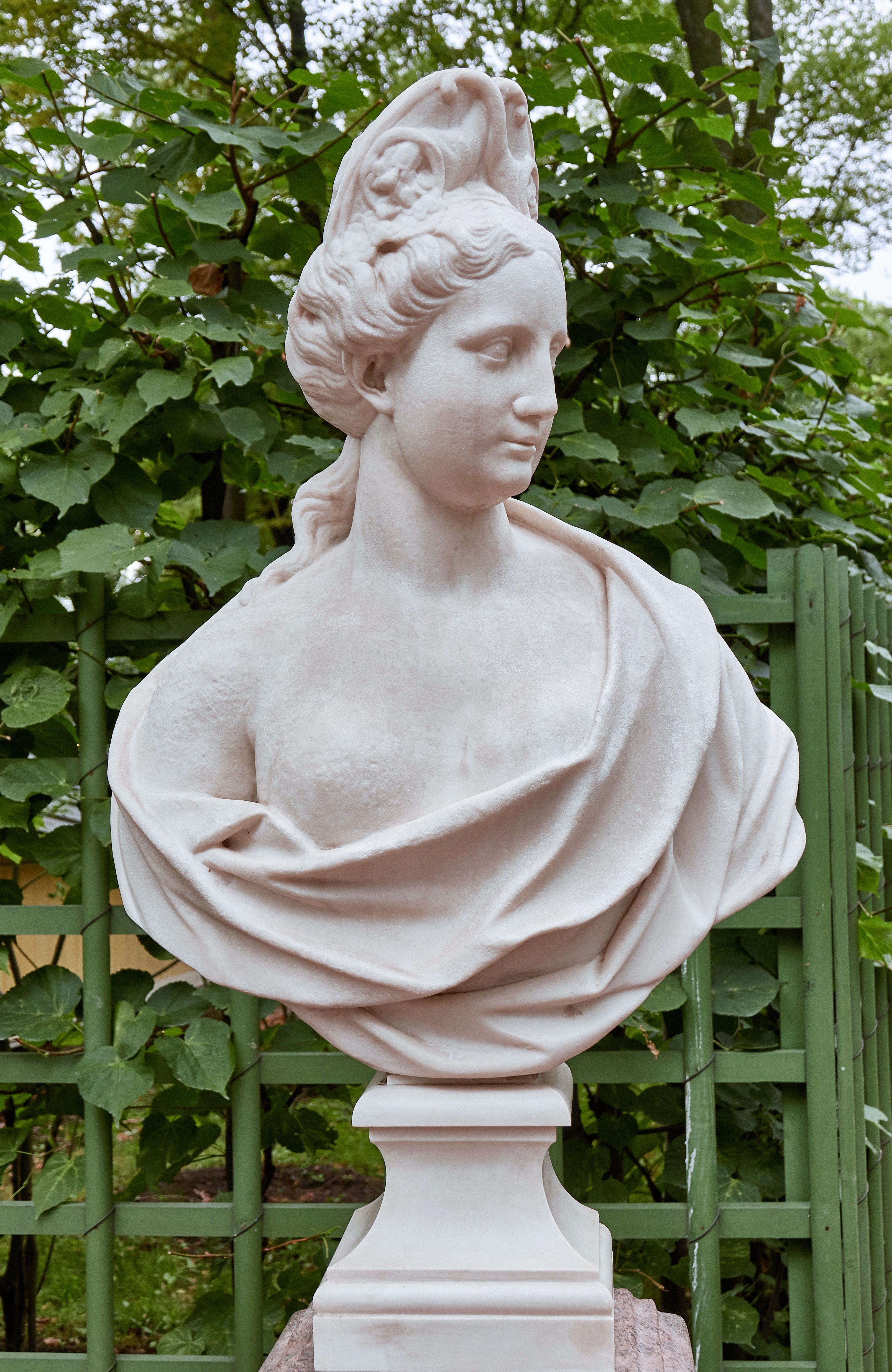
Аллегория изобилия. Летний сад. Санкт-Петербург
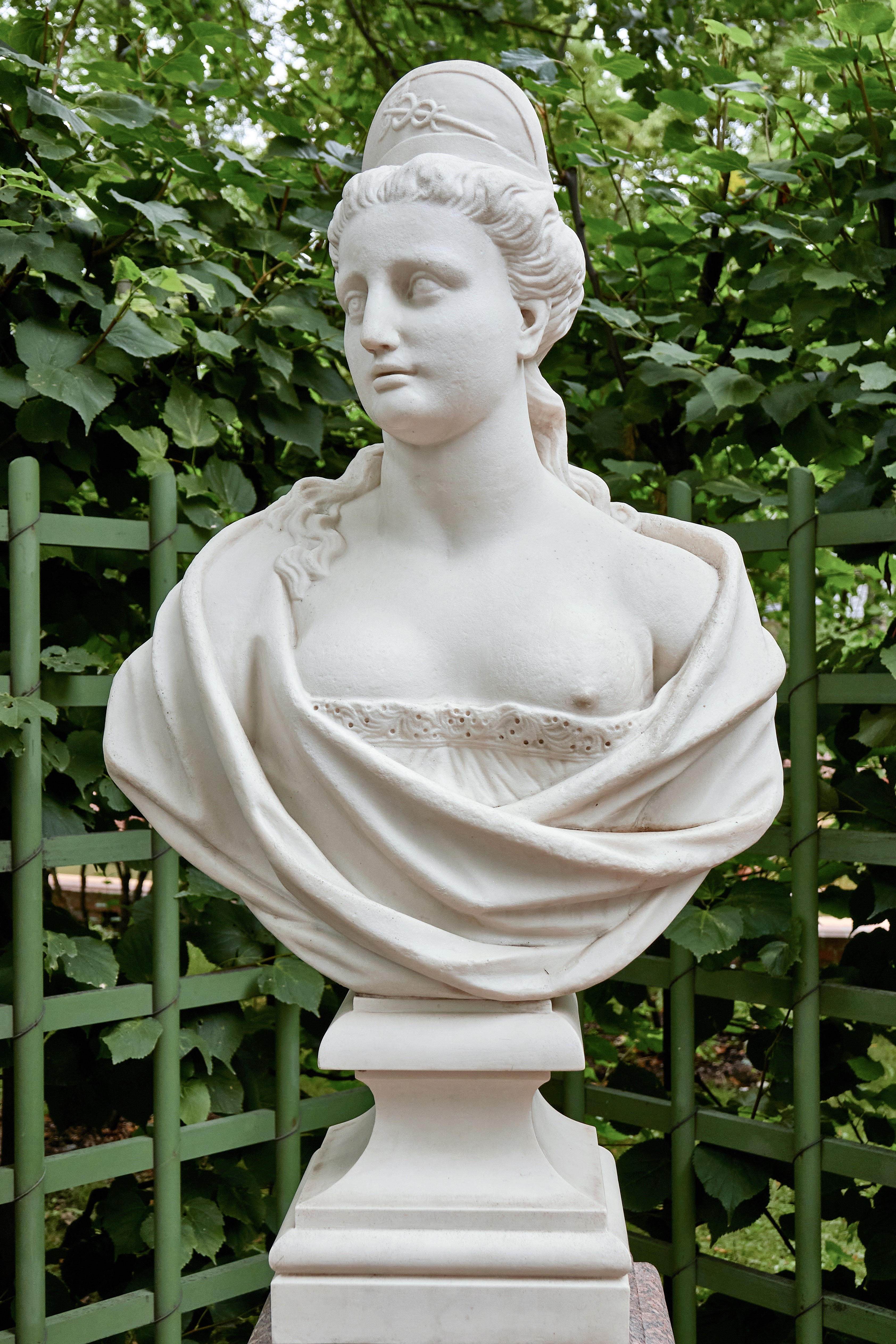
Аллегория мира (Женщина в диадеме). Летний сад. Санкт-Петербург
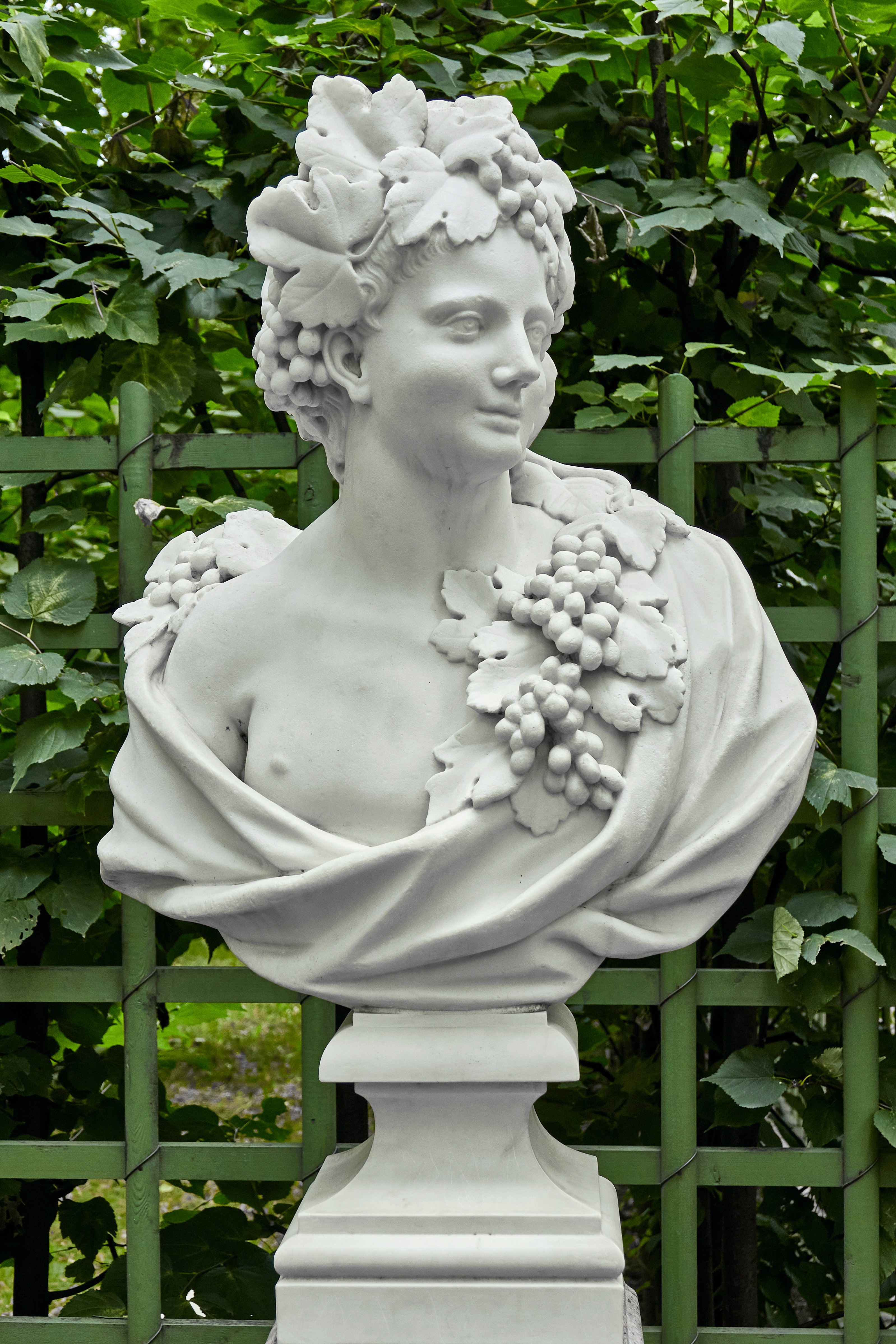
Аллегория осени (Вакх)». Летний сад. Санкт-Петербург
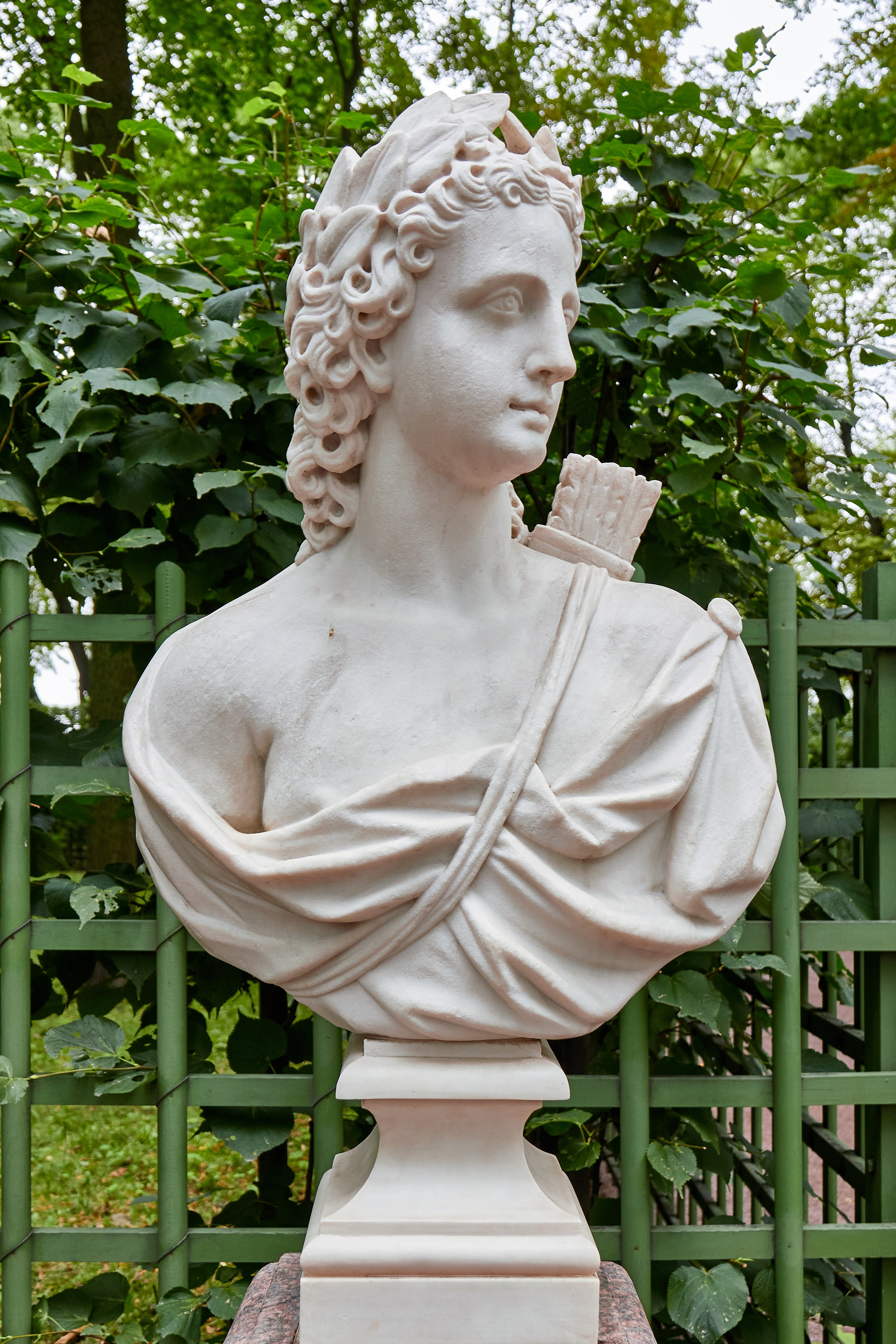
Аллегория солнца (Аполлон)». Летний сад. Санкт-Петербург
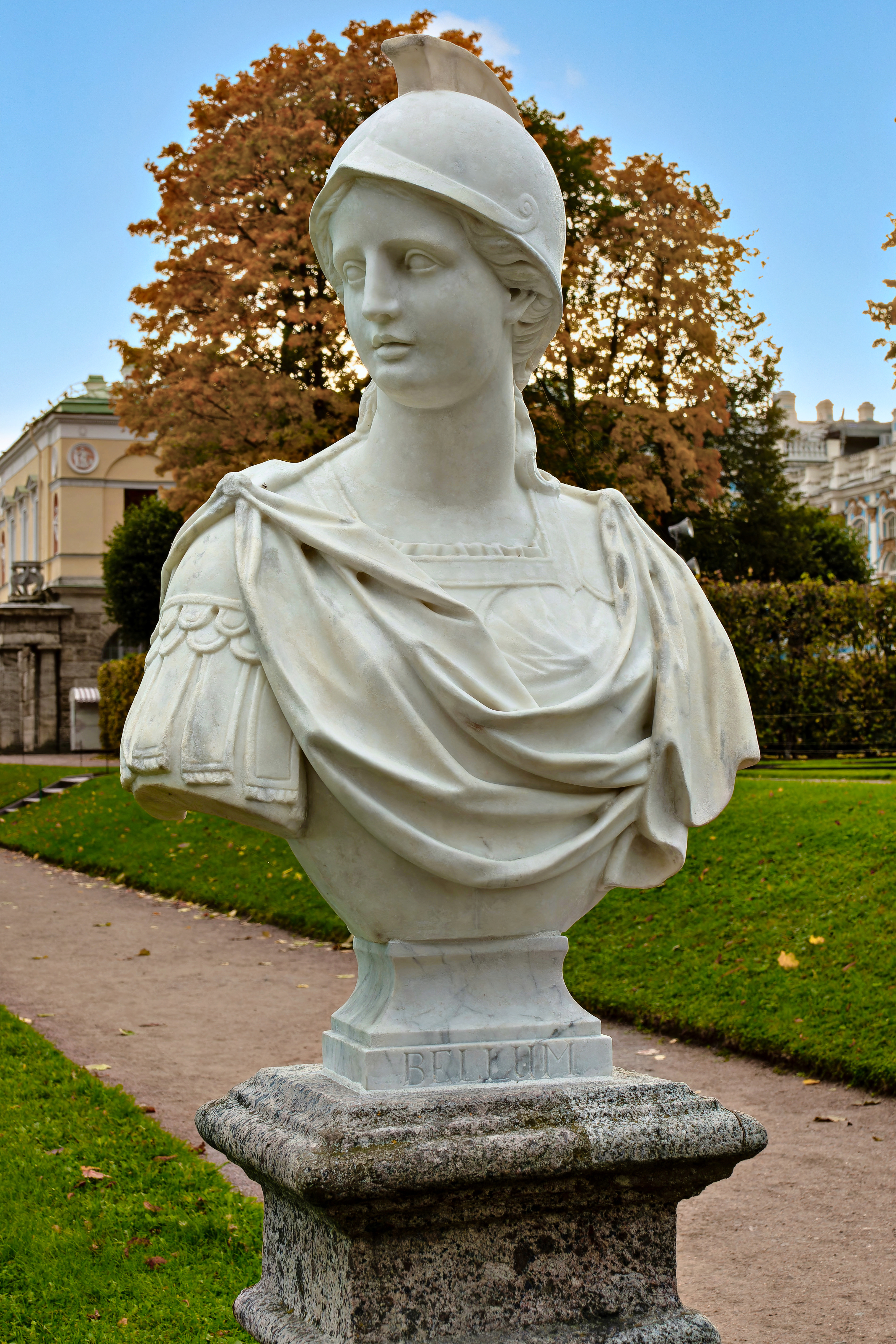
Беллона. Екатерининский парк. Царское Село
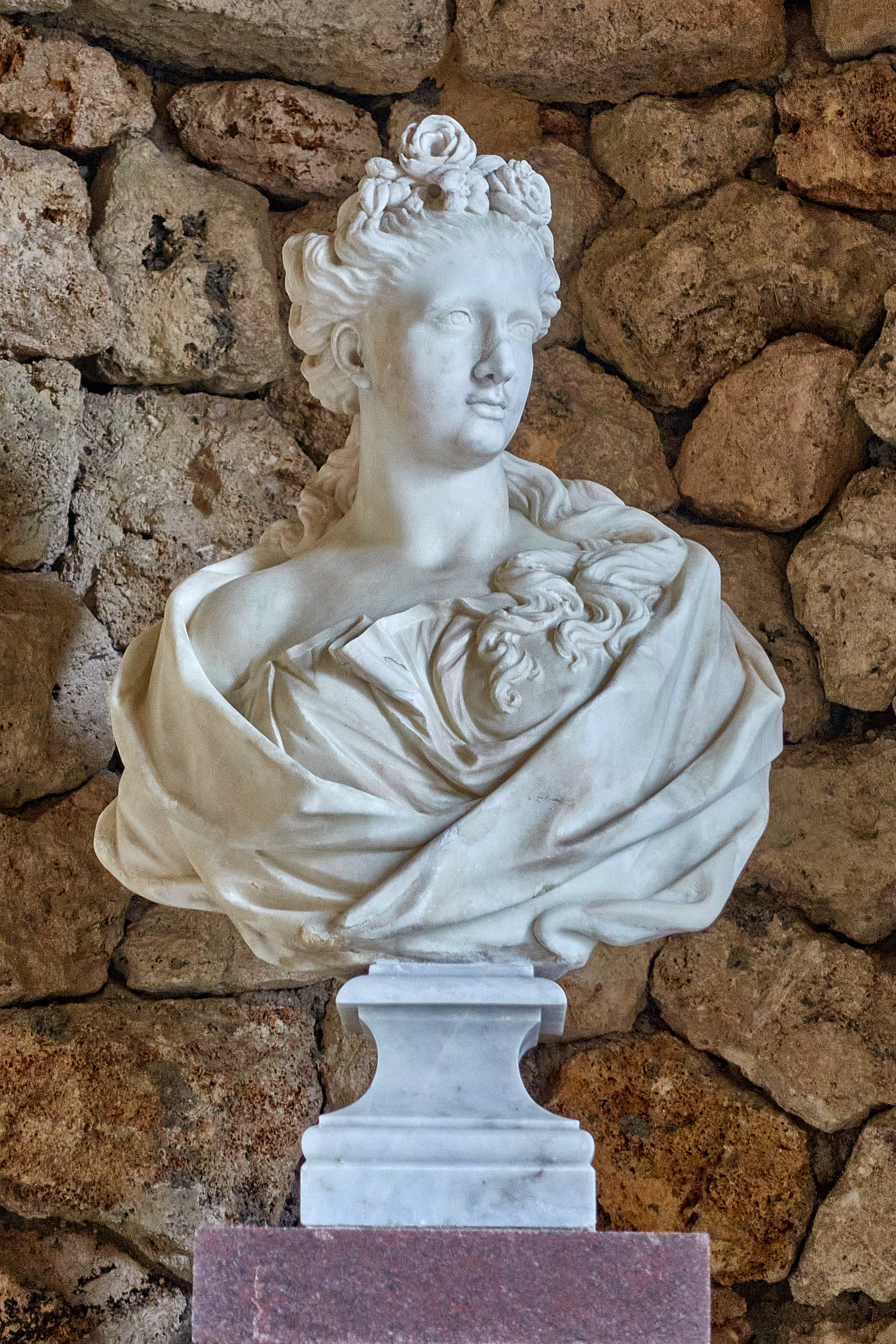
Весна. Большой каскад. Нижний парк. Петергоф
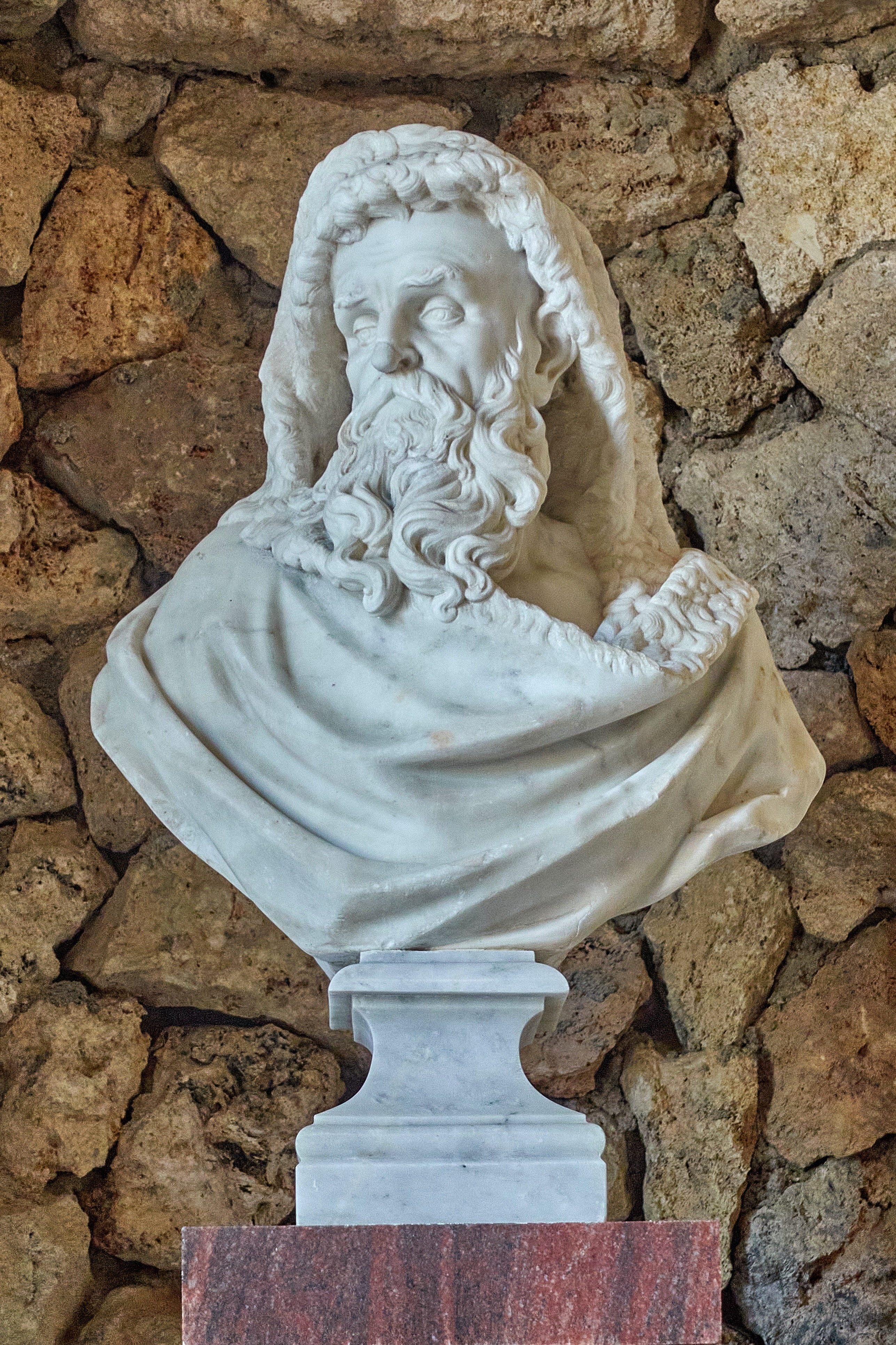
Зима. Большой каскад. Нижний парк. Петергоф
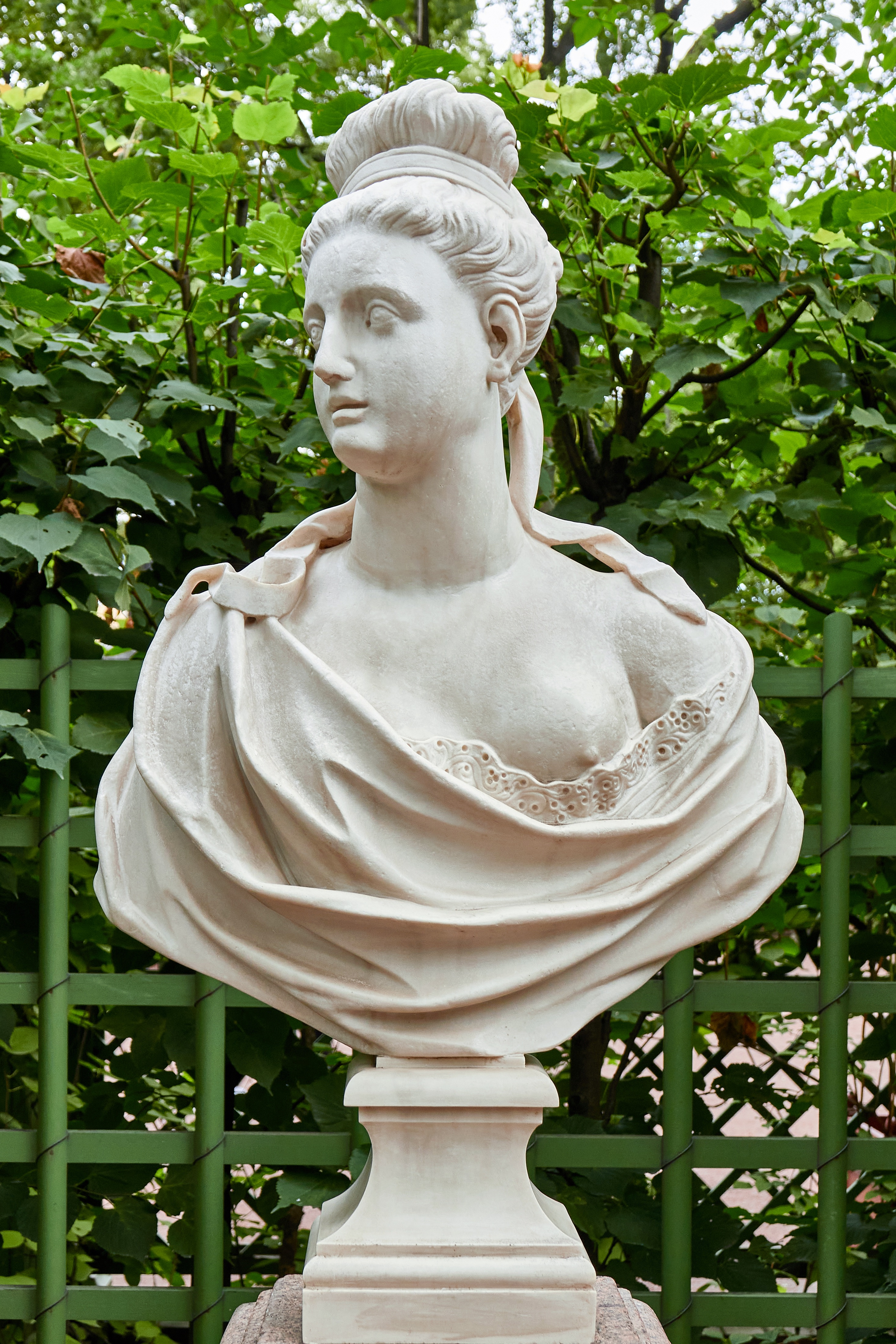
Камилла. Летний сад. Санкт-Петербург
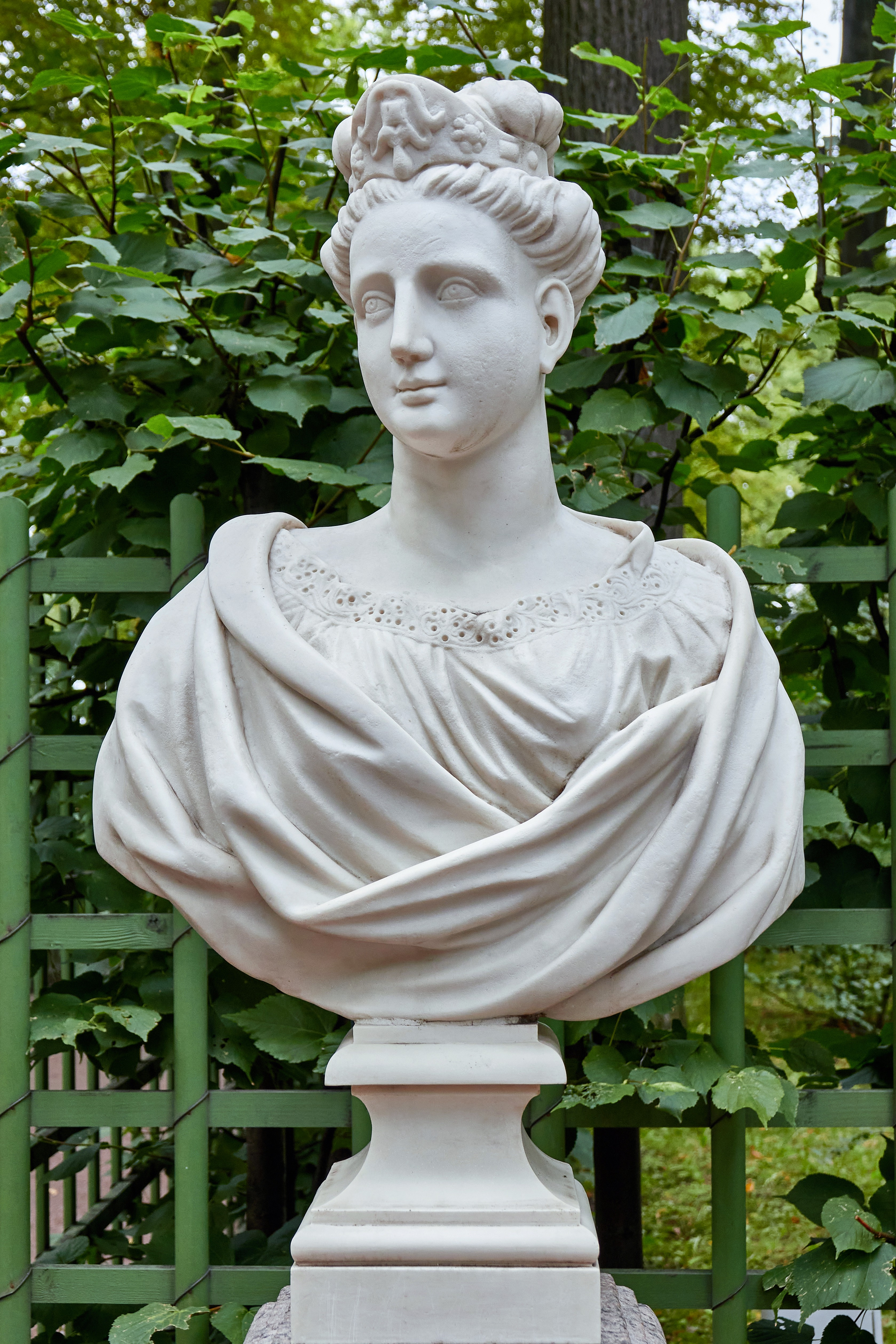
Молодая женщина (римлянка). Летний сад. Санкт-Петербург
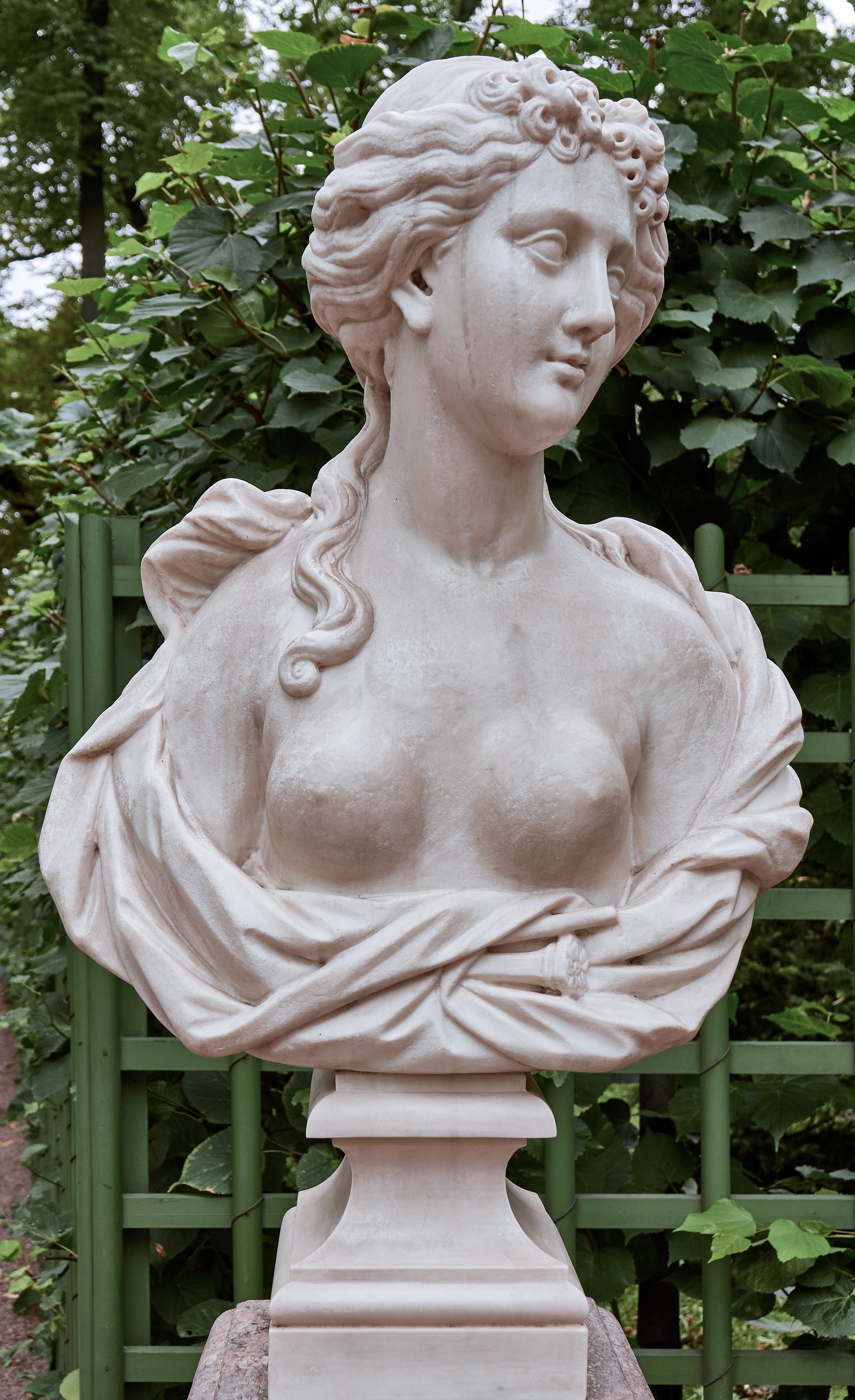
Флора? Летний сад. Санкт-Петербург
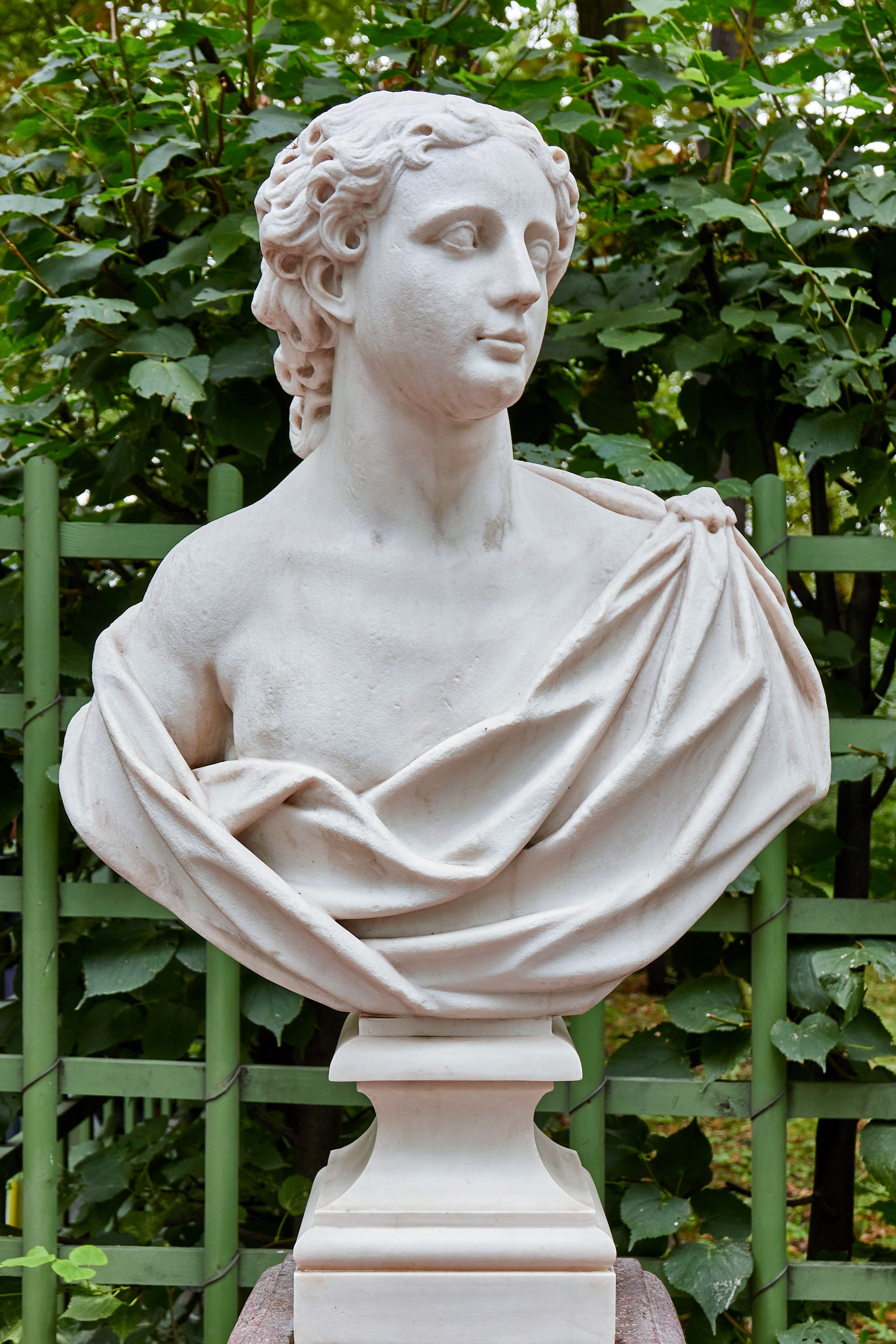
Юноша. Летний сад. Санкт-Петербург